# Shadow King (album)
Shadow King è l'unico album in studio del supergruppo statunitense Shadow King, pubblicato nell'ottobre del 1991 dalla Atlantic Records.

## Il disco
Nonostante la fama di alcuni dei musicisti coinvolti, il progetto non riscosse successo in quanto nato nel periodo in cui stava prendendo piede il movimento grunge. Tuttavia il singolo I Want You ottenne discreto airplay e raggiunse la 22ª posizione della classifica Mainstream Rock Songs negli Stati Uniti.

## Tracce
Testi e musiche di Lou Gramm e Bruce Turgon, eccetto dove indicato.
1. What Would it Take – 4:22
2. Anytime, Anywhere – 4:27
3. Once Upon a Time – 5:25
4. Don't Even Know I'm Alive – 5:09
5. Boy – 4:05
6. I Want You – 4:30
7. This Heart of Stone – 4:37
8. Danger in the Dance of Love – 3:58
9. No Man's Land – 4:14
10. Russia – 3:47 (Gramm, Vivian Campbell)

## Formazione
- Lou Gramm – voce
- Vivian Campbell – chitarra solista, chitarra acustica, tastiere, cori
- Bruce Turgon – basso, tastiere, chitarra ritmica, cori
- Kevin Valentine – batteria